# Xavier Boutigny
Xavier Boutigny, né le 22 janvier 1870 à Rouen et mort le 11 mars 1930 à Grand-Couronne est un peintre français.

## Biographie
Xavier Boutigny est le fils de Xavier Boutigny, garçon de magasin, et de Vitaline Lechevalier, couturière. Il passe sa jeunesse à Rouen, sa ville natale, et suit les cours de Philippe Zacharie et d'Edmond Lebel à l'école municipale de peinture et de dessin.
Il expose au Salon des artistes français de 1911 à 1914 et au Salon des indépendants jusqu'à son décès en 1930. Il collabore aux fresques du Petit Palais et devient professeur à l'école des beaux-arts de Rouen. Boutigny est un ami de Claude Monet et de Joseph Delattre, chef de file de l'École de Rouen,.
Il a été le collaborateur du peintre Paul Baudoüin, notamment pour la décoration de la chapelle Sainte-Anne de Bolbec. Le peintre Charles Dubourg compte parmi ses élèves.

### Vie privée
Il se marie le 24 septembre 1906 à Grand-Couronne avec Louise Sauque dont il a deux enfants : René et Geneviève. La famille de son épouse, originaire de Calais, est une famille de tullistes couronnais, propriétaire de l’usine de tulles et dentelles de Grand-Couronne. Devenu veuf, il se marie en secondes noces en 1925 avec la sœur de sa défunte épouse, Ismérie Sauque.

## Œuvre
Boutigny peint des paysages et natures mortes de style impressionniste, il peint notamment des paysages de bords de Seine par petites touches en utilisant des couleurs vives. Il représente à maintes reprises le village dans lequel il s'est installé, Grand-Couronne, mais aussi le parc du château du Grésil. Les natures mortes n'apparaissent qu'à partir des années 1920 dans ses expositions : il représente surtout des fruits (raisins, pommes) et des fleurs (pivoines, chrysanthèmes, bruyères, roses), mais aussi des animaux (rougets, coq). Il réalise également des fresques et des sculptures. Il effectue par ailleurs quelques restaurations de peintures, notamment celle d'une Résurrection de l'église de Tourville-la-Campagne ou celle d'une toile de Michel Hubert-Descours de l'église de Rouge-Perriers,.
Dans l’œuvre de Boutigny, on compte quelques rares portraits représentant surtout ses proches, ses parents notamment. Il n'exposait pas ses portraits durant ses expositions à l'exception d'un médaillon en plâtre à l'effigie de sa mère qu'il exposa en 1897.

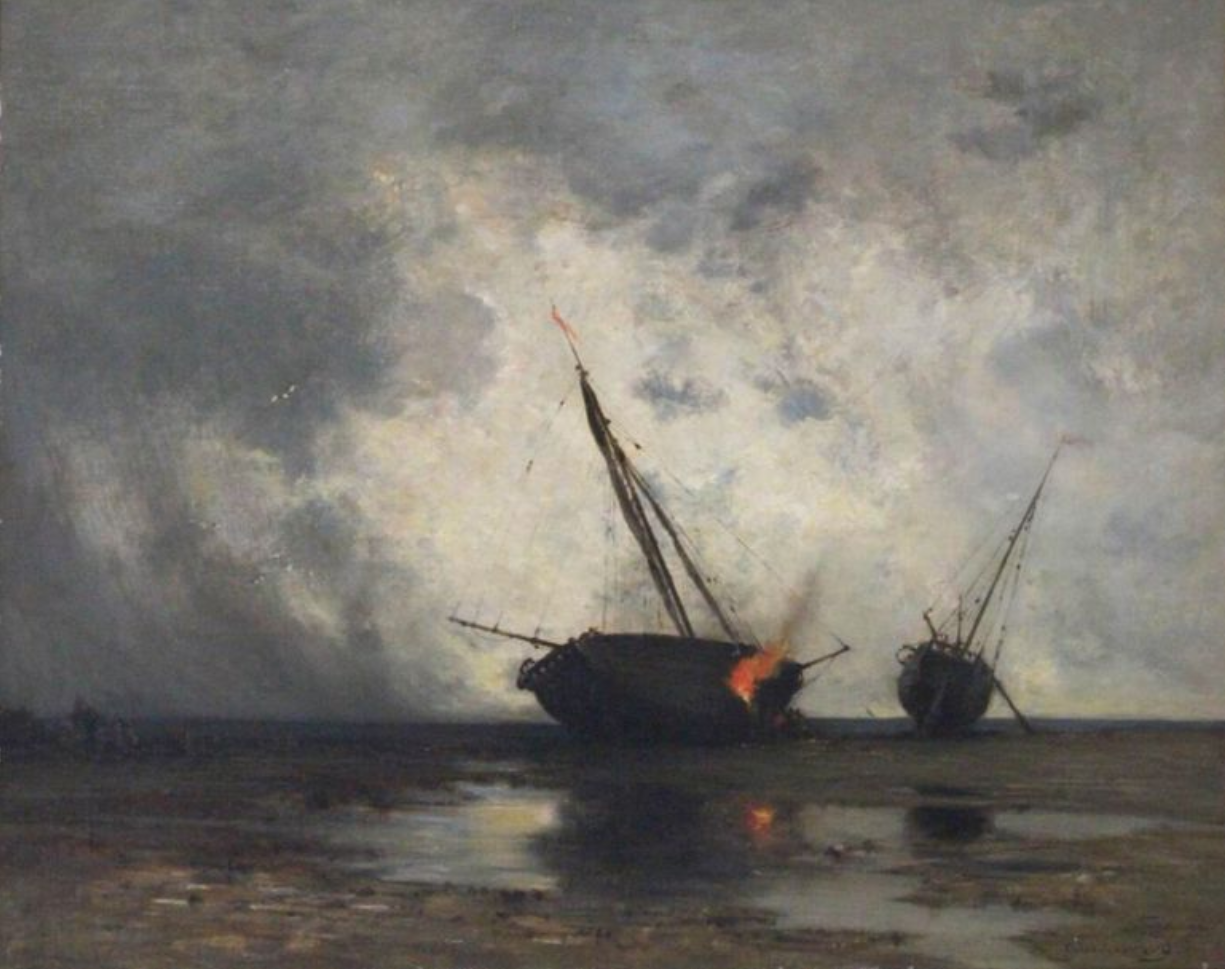
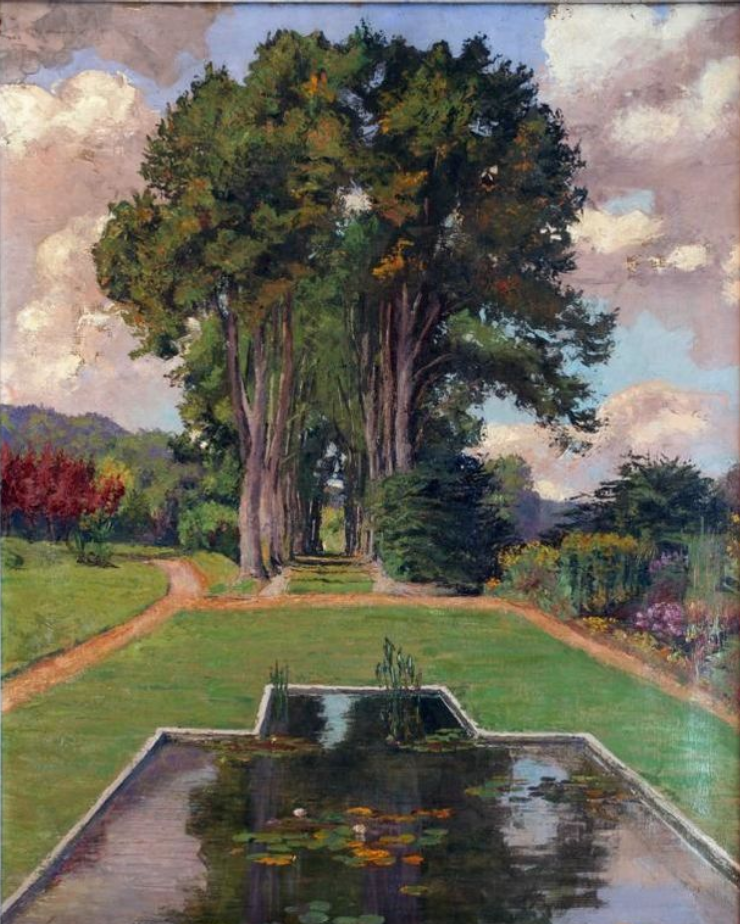
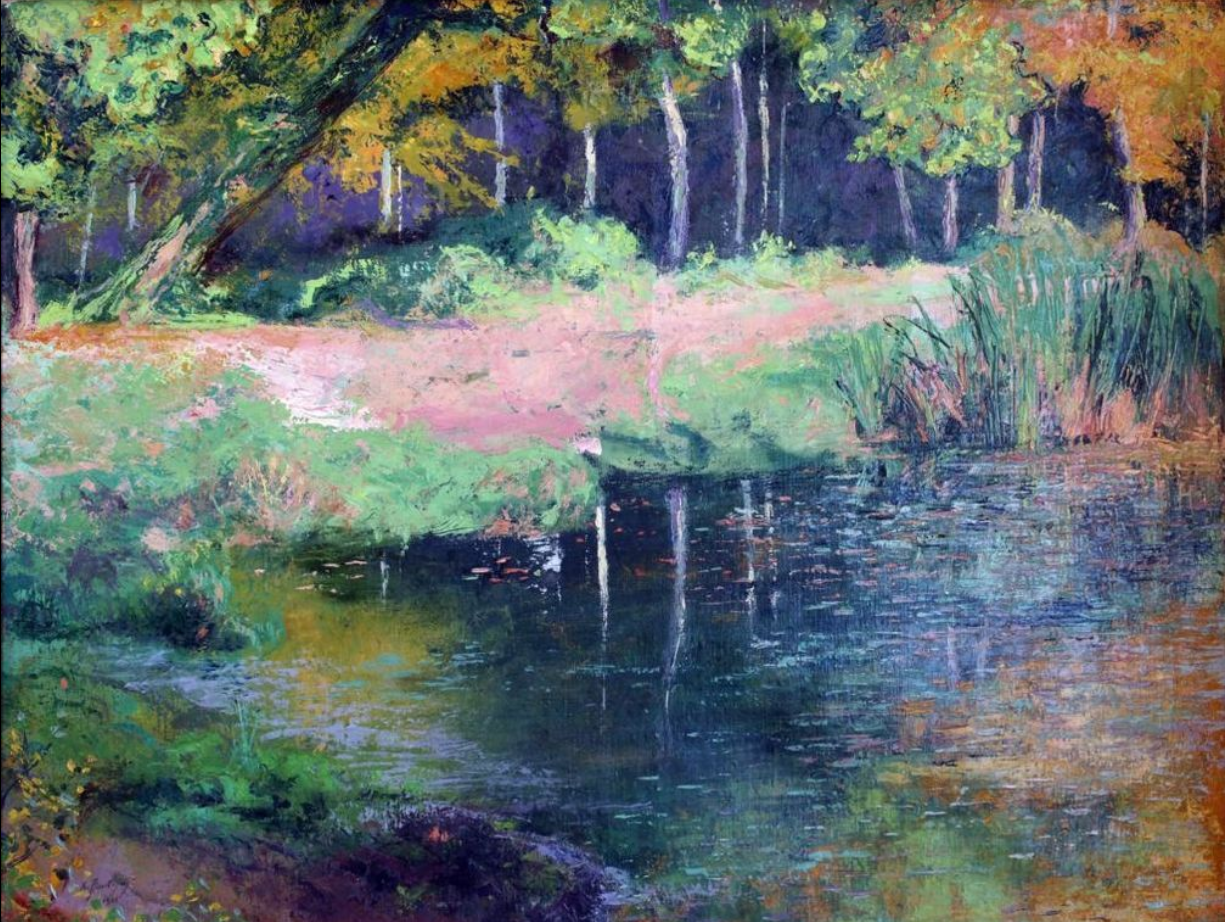
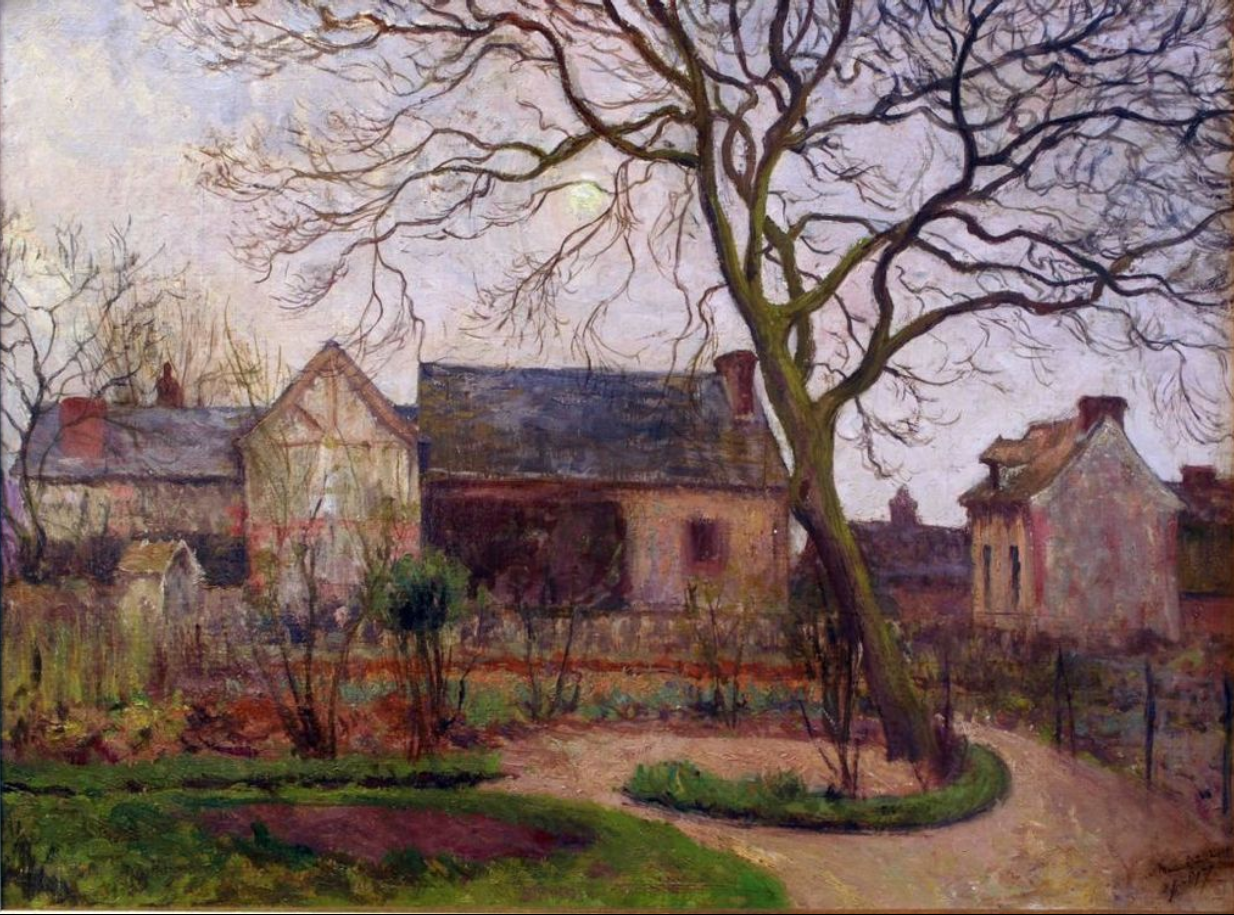

## Collections publiques

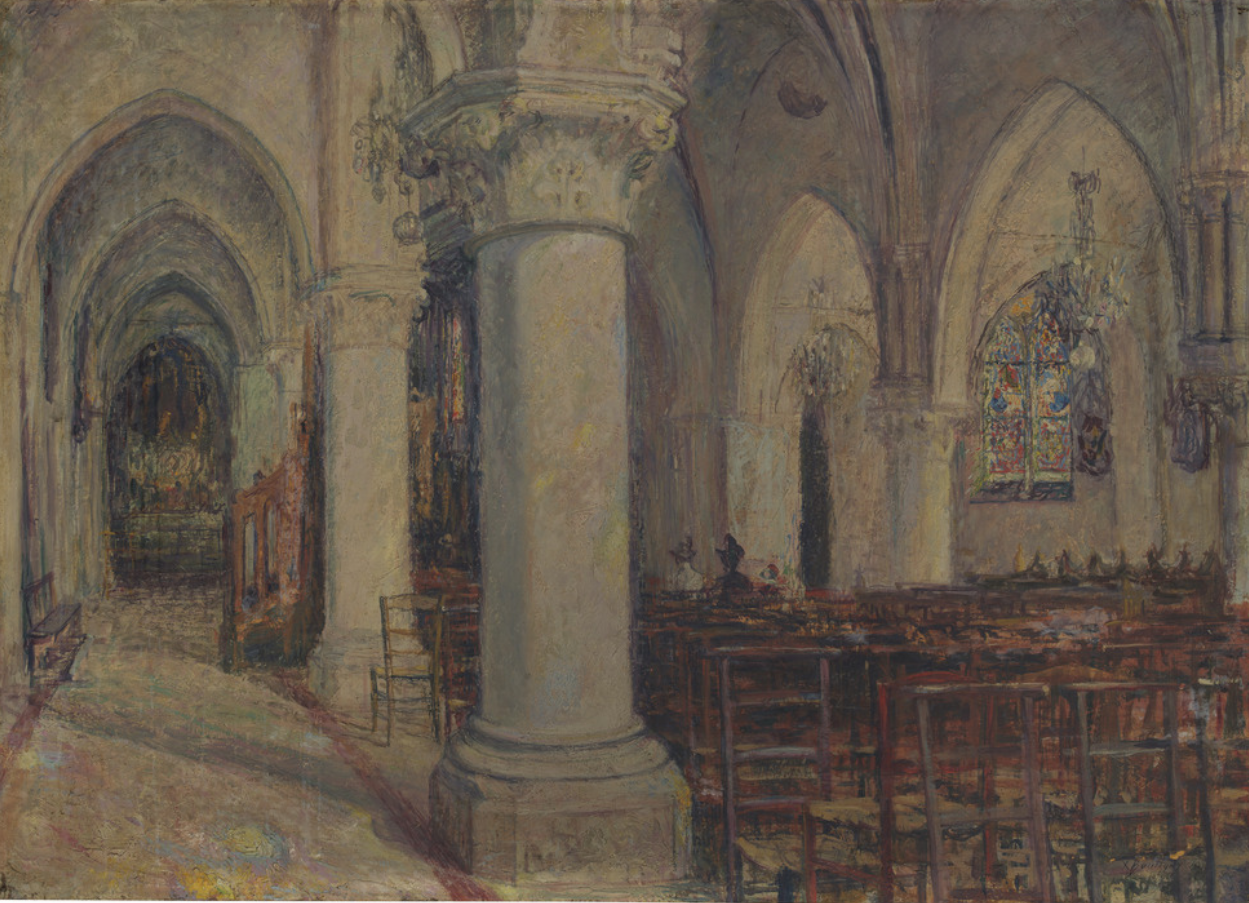
1911 : Intérieur d'église, huile sur toile.

- 1898 : Eugène Noël publiciste, médaillon en plâtre, bibliothèque municipale de Rouen[8].
- 1898 : Paul Noël naturaliste, 1860-1917, médaillon en plâtre, bibliothèque municipale de Rouen (le médaillon en bronze a été réalisé pour le monument funéraire du naturaliste, situé au cimetière de Bois-Guillaume)[2],[9].
- 1910 : voûte de l'hémicycle du Petit Palais, Paris[2].
- 1911 : Intérieur d'église, huile sur toile, mairie de Rouen[10].
- 1913 : Fresque de la vie de saint Benoît et de sainte Scholastique, église Saint-Martin de Grand-Couronne[2],[11].
- Intérieur d'église, Centre national des arts plastiques[12].
- Raoul Grimoin-Sanson, médaillon en bronze, château d'Oissel[2].
- Peinture, église Saint-Étienne d'Elbeuf[2].

## Expositions
- 1893 : Salon rouennais, Rouen[2].
- 1900 : Galerie Legrip, Rouen[2].
- 1910 : Exposition des artistes rouennais, Rouen[2].
- 1911 : Exposition des artistes rouennais, Rouen.
- 1914 : Exposition des artistes rouennais, Rouen[13].
- 1920 : L’École de Rouen, Swansea[2].
- 1921 : Galerie Legrip, Rouen[2].
- 1924 : Galerie Legrip, Rouen[2].
- 2011 : L’orangerie, Grand-Couronne[14].

## Distinctions
- 1921 : prix Bouclot de l'Académie des sciences, belles-lettres et arts de Rouen[2].